# Sumbaviopsis albicans
Sumbaviopsis albicans là một loài thực vật có hoa trong họ Đại kích. Loài này được (Blume) J.J.Sm. miêu tả khoa học đầu tiên năm 1910. Chúng là loài bản địa Vân Nam, miền đông Himalaya, và Đông Nam Á (Đông Dương, Malaysia, Indonesia, Philippines).